# Rozmowy w Magdalence

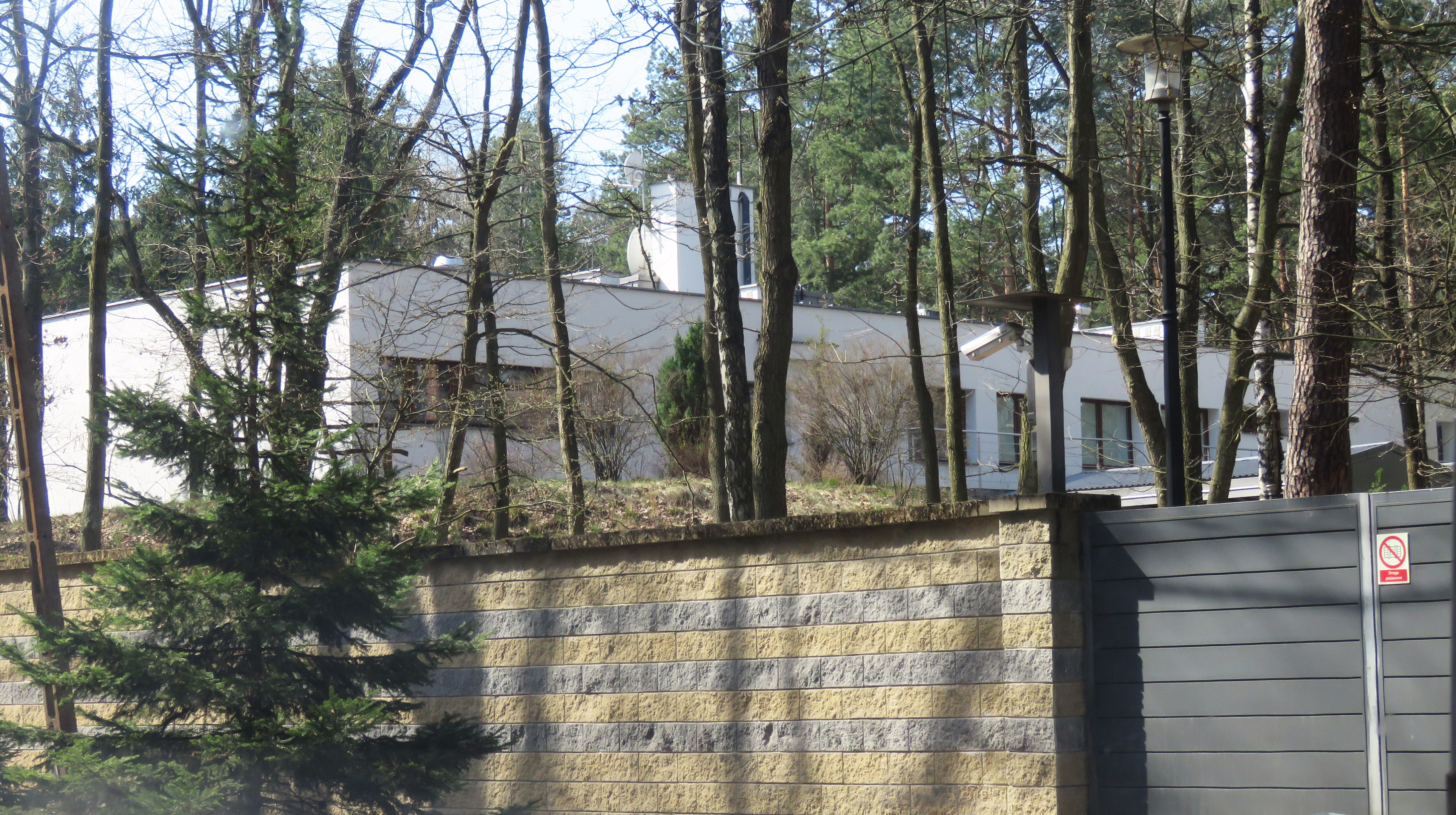
Ośrodek konferencyjny w Magdalence (2017)

Rozmowy w Magdalence – spotkania władz państwowych Polskiej Rzeczypospolitej Ludowej z przedstawicielami NSZZ „Solidarność”, odbywające się od 16 września 1988 w ośrodku konferencyjnym Ministerstwa Spraw Wewnętrznych w Magdalence pod Warszawą (52°05′57,44″N 20°53′54,46″E/52,099290 20,898460). Do 15 września 1989 rozmowy toczyły się w Warszawie, w willi „Zawrat” przy ulicy Zawrat.

## Historia
Celem rozmów było przygotowanie obrad Okrągłego Stołu. Jednak nieporozumienia w obozie władzy spowodowały przerwanie spotkań.
Początek 1989 roku przyniósł w PZPR wzrost siły grupy reformatorów i 27 stycznia 1989 roku mikrobusy przywoziły do Magdalenki ekipy gen. Czesława Kiszczaka i Lecha Wałęsy.
6 lutego 1989 w Warszawie rozpoczęły się obrady Okrągłego Stołu. Kiedy utknęły w martwym punkcie, wówczas 2 marca 1989 rozpoczęła się druga tura rozmów w Magdalence – rozpatrywano tam najbardziej sporne kwestie z obrad Okrągłego Stołu.
W czasie obrad Okrągłego Stołu odbyło się 5 spotkań w Magdalence (spotkania odbywały się też czasem w gmachu URM) – w czasie tych spotkań przygotowywano stanowiska wspólne, które znane były potem jako ustalenia Okrągłego Stołu.
W sumie tzw. Grupa Magdalenka spotykała się 13 razy – były to spotkania robocze i spotkania współprzewodniczących grup.
Spotkania były protokołowane – zajmowali się tym: Krzysztof Dubiński, Kazimierz Kłoda, Jacek Ambroziak.

## Uczestnicy rozmów
Łącznie w rozmowach w Magdalence uczestniczyły 42 osoby. W spotkaniach w Magdalence udział brali (w różnych zespołach i składach osobowych).
Strona rządowa: gen. Czesław Kiszczak, Stanisław Ciosek, Artur Bodnar, Jan Janowski, Jan Jarliński, Mieczysław Krajewski, Harald Matuszewski, Jerzy Ozdowski, Romuald Sosnowski, Bolesław Strużek, Jan Szczepański, Tadeusz Szymanek, Stanisław Wiśniewski, Andrzej Gdula, Bogdan Królewski, Janusz Reykowski, Aleksander Kwaśniewski, Ireneusz Sekuła, Jerzy Uziębło, Władysław Baka, Jan Błuszkowski, Leszek Grzybowski;
Strona opozycji solidarnościowej: Lech Wałęsa, Andrzej Stelmachowski, Władysław Frasyniuk, Lech Kaczyński, Władysław Liwak, Tadeusz Mazowiecki, Jacek Merkel, Alojzy Pietrzyk, Edward Radziewicz, Bronisław Geremek, Mieczysław Gil, Witold Trzeciakowski, Adam Michnik, Zbigniew Bujak, Jacek Kuroń, Andrzej Wielowieyski, Ryszard Bugaj; ponadto udział brali przedstawiciele Kościoła katolickiego: ks. Alojzy Orszulik, ks. abp Bronisław Dąbrowski, ks. bp Tadeusz Gocłowski.